# Phrynopus daemon
Espèce
Phrynopus daemon est une espèce d'amphibiens de la famille des Craugastoridae. 

## Répartition
Cette espèce est endémique de la province de Huánuco dans la région de Huánuco au Pérou. Elle se rencontre entre Chinchao et Churubamba entre 3 138  et   3 341 m d'altitude dans la cordillère de Carpish.

## Description
Le mâle holotype mesure 21,7 mm et les femelles de 21,42 à 24,35 mm.

## Publication originale
- Chávez, Santa Cruz, Rodríguez & Lehr, 2015 : Two new species of frogs of the genus Phrynopus (Anura: Terrarana: Craugastoridae) from the Peruvian Andes. Amphibian & Reptile Conservation, vol. 9, no 1, e105, p. 15–25 (texte intégral).